# Odznaka „Zasłużony Działacz Turystyki”
Odznaka „Zasłużony Działacz Turystyki” – polskie resortowe odznaczenie cywilne w postaci odznaki nadawanej w latach 1960–1996.
Ta jednostopniowa odznaka została ustanowiona 21 grudnia 1960 w celu nagradzania zasług  położonych dla rozwoju krajoznawstwa i turystyki, od 1971 nagradzano nią również wieloletnią i ofiarną pracę lub działalność społeczną w tych dziedzinach, a także podzielono na trzy stopnie (złoty, srebrny i brązowy). Przyznawana była przez Główny Komitet Kultury Fizycznej i Turystyki.
Miała wygląd równoramiennego trójkąta, z podstawą u góry, o długości ramienia 27,5 mm. Pośrodku umieszczono mapę konturową Polski, podzieloną na dwie części w poziomie, z których górna była emaliowana na biało, a dolna na czerwono. Wokół odznaki, wygrawerowano napis ZASŁUŻONY / DZIAŁACZ / TURYSTYKI, po jednym słowie na każdym z brzegów trójkąta, zaczynając od górnego.
Odznaka została zniesiona w 1996 wraz z szeregiem innych odznaczeń ustanowionych w okresie PRL. Zastąpiła ją w 1998 nowa Odznaka honorowa „Za Zasługi dla Turystyki”.